# Ambrózfalva
Ambrózfalva  este un sat în districtul Makó, județul Csongrád, Ungaria, având o populație de 526 de locuitori (2011). 

## Demografie
Componența etnică a satului Ambrózfalva
     Maghiari (90,75%)
     Slovaci (9,25%)
Componența confesională a satului Ambrózfalva
     Fără religie (31,94%)
     Luterani (12,17%)
     Reformați (6,65%)
     Necunoscută (48,29%)
     Atei (0,95%)
Conform recensământului din 2011, satul Ambrózfalva avea 526 de locuitori. Din punct de vedere etnic, majoritatea locuitorilor (90,75%) erau maghiari, cu o minoritate de slovaci (9,25%). Nu există o religie majoritară, locuitorii fiind persoane fără religie (31,94%), luterani (12,17%) și reformați (6,65%). Pentru 48,29% din locuitori nu este cunoscută apartenența confesională.